# Oleg Kamshilov
Oleg Anatólievich Kamshilov (en ruso: Олег Анатольевич Камшилов) (Óblast de Omsk, 7 de agosto de 1969) es un abogado y fiscal ruso, que se desempeña como fiscal general de la República de Crimea desde el 2 de febrero, de 2017. Previamente fue primer fiscal adjunto de Moscú de 2015 a 2016.

## Biografía
En 1988 y 1989, sirvió en el ejército soviético. Después de graduarse en 1992 la Universidad Estatal de Omsk comenzó a trabajar en la Oficina del Fiscal auxiliar del distrito de Marianovsky de en el óblast de Omsk. Entre 1996 y 2000 fue fiscal del distrito Cherláksky del mismo óblast.
En 2000 y 2003 se empleó en la oficina del fiscal del óblast de Omsk. Entre 2006 y 2015 fue primer fiscal adjunto del Krai de Krasnoyarsk. Desde noviembre de 2015 hasta diciembre de 2016 fue primer fiscal adjunto de Moscú.
Por un decreto del presidente de Rusia, Vladímir Putin, el 2 de febrero de 2017 fue designado como fiscal general de la República de Crimea para un período de cinco años. Previamente, el 27 de diciembre de 2016 el fiscal general de la Federación Rusa, Yuri Chaika, había presentado la candidatura de Kamshilov, que fue posteriormente aprobada por el Consejo Estatal de la República de Crimea. De esta forma, Kamshilov reemplazó en el cargo a Andréi Fomin, quien se desempeñaba de forma interina, debido a la renuncia de Natalia Poklónskaia para asumir como diputada.